# Mangårdsbyggnad
Mangårdsbyggnad, manbyggnad eller manhus är en gårds bostadshus, det vill säga det hus som människorna bor i, till skillnad från djurens ladugårdar och stall, samt ekonomibyggnader, vagnslider och andra lantbruksbyggnader. Karaktärsbyggnad var en manbyggnad avsedd för ståndspersoner.
Ibland förekommer det att man grupperar mangårdsbyggnaden så att en väg leder rakt mot den. En vanlig gruppering är att byggnaden står i mitten bland byggnaderna, eller flankerad av andra byggnader. Ofta återfinns samma arkitektur bland de olika byggnaderna. I Sverige är det vanligt med röd färg och vita knutar. 
”Mangårdsbyggnad” är inte bara ett vardagsspråkligt eller kulturhistoriskt ord, utan är Skatteverkets officiella benämning på privatbostaden på en lantbruksenhet. En mangårdsbyggnad är ett småhus, men bör inte benämnas en villa, eftersom mangårdsbyggnaden inte är byggd på en enkom för ändamålet avstyckad villatomt.